# Luketz Swartbooi
Luketz Swartbooi (7 februari 1966) is een Namibische voormalige langeafstandsloper, die was gespecialiseerd in de marathon. Hij heeft de Namibische records in handen op de 5000 m, 10 km, 15 km, 10 Engelse mijl, halve marathon, marathon en de 3000 m indoor.

## Loopbaan
Zijn grootste succes boekte Swartbooi met het behalen van een tweede plaats op de marathon tijdens de wereldkampioenschappen van 1993 in Stuttgart achter de Amerikaan Mark Plaatjes.
Luketz Swartbooi won negenmaal de Lucky-Star-Marathon in Swakopmund, de eerste maal in 1992 met een nationaal record van 2:10.01 en de laatste keer in 2004. In 1994 liep hij op de Boston Marathon een persoonlijk record van 2:09.08. Op de Olympische Spelen van 2000 in Sydney stelde hij teleur met een 48e plaats op de marathon in 2:22.55.
In 2005 kreeg Swartbooi een waarschuwing van de IAAF wegens het gebruik van Prednisolon/Prednison.

## Persoonlijke records
Outdoor
| Onderdeel | Prestatie            | Datum         | Plaats    |
| --------- | -------------------- | ------------- | --------- |
| 5000 m    | 13.46,91 (nat. rec.) | 12 maart 1994 | Fullerton |

Weg
| Onderdeel      | Prestatie           | Datum             | Plaats       |
| -------------- | ------------------- | ----------------- | ------------ |
| 5 km           | 14.04               | 2 april 1995      | Carlsbad     |
| 10 km          | 27.51 (nat. rec.)   | 26 maart 1994     | Mobile       |
| 15 km          | 42.44 (nat. rec.)   | 26 februari 1994  | Tampa        |
| 10 Eng. mijl   | 47.47 (nat. rec.)   | 8 april 1995      | New York     |
| halve marathon | 1:01.26 (nat. rec.) | 19 september 1993 | Philadelphia |
| marathon       | 2:10.01 (nat. rec.) | 10 oktober 1992   | Swakopmund   |

Indoor
| Onderdeel | Prestatie           | Datum            | Plaats    |
| --------- | ------------------- | ---------------- | --------- |
| 3000 m    | 8.24,59 (nat. rec.) | 10 februari 1995 | Pocabello |

## Palmares

### 10 km
- 1994:  Azalea Trail 10 km - 27.51

### 15 km
- 1993:  15 km van Tulsa - 44.38

### halve marathon
- 1993:  halve marathon van Sapporo - 1:02.02
- 1993:  halve marathon van Philadelphia - 1:01.26
- 1996: 13e WK in Palma de Mallorca - 1:03.24
- 2005:  Paarl Mountain Race Half Marathon - 1:08.09
- 2010: 36e WK in Nanning - 1:05.27

### 30 km
- 2005:  30 km van Tygerberg - 1:36.34

### marathon
- 1992: DNF OS
- 1992:  Lucky Star Marathon - 2:10.01
- 1993:  Boston Marathon - 2:09.57
- 1993:  WK - 2:14.11
- 1994: 8e Boston Marathon - 2:09.08
- 1996:  Lucky Star Marathon - 2:17.41
- 1997:  marathon van Parijs - 2:11.28
- 1998:  Lucky Star Marathon - 2:21.57
- 1999:  Lucky Star Marathon - 2:21.13
- 2000: 4e marathon van Pinelands - 2:12.11
- 2000:  Lucky Star Marathon - 2:26.36
- 2000: 48e OS - 2:22.55
- 2001:  Lucky Star Marathon - ?
- 2001: 28e WK - 2:25.40
- 2002:  Lucky Star Marathon - 2:25.33
- 2002: 5e Gemenebestspelen - 2:13.40
- 2002: 9e marathon van Frankfurt - 2:19.49
- 2003:  Lucky Star Marathon - 2:20.47
- 2004:  Lucky Star Marathon - 2:26.14
- 2006:  marathon van Kaapstad - 2:16.12